# Dave Kwakman
Dave Kwakman (Volendam, 7 agosto 2004) è un calciatore olandese, centrocampista del Groningen in prestito dall'AZ Alkmaar.

## Carriera

### Club
È cresciuto nel settore giovanile dell'AZ Alkmaar, con cui ha firmato il primo contratto professionistico nel marzo del 2021. Ha debuttato in prima squadra il 20 agosto 2023 nell'incontro di Eredivisie vinto 3-1 contro l'RKC Waalwijk.

### Nazionale
Nel 2022 ha giocato 3 partite con la nazionale olandese Under-19.

## Statistiche

### Presenze e reti nei club
Statistiche aggiornate al 24 novembre 2024.
| Stagione        | Squadra         | Campionato      | Campionato | Campionato | Coppe nazionali | Coppe nazionali | Coppe nazionali | Coppe continentali | Coppe continentali | Coppe continentali | Altre coppe | Altre coppe | Altre coppe | Totale | Totale | Totale |
| Stagione        | Squadra         | Comp            | Pres       | Reti       | Comp            | Pres            | Reti            | Comp               | Pres               | Reti               | Comp        | Pres        | Reti        | Pres   | Reti   |        |
| --------------- | --------------- | --------------- | ---------- | ---------- | --------------- | --------------- | --------------- | ------------------ | ------------------ | ------------------ | ----------- | ----------- | ----------- | ------ | ------ | ------ |
| 2022-2023       | Jong AZ Alkmaar | 1D              | 16         | 0          | -               | -               | -               | -                  | -                  | -                  | -           | -           | -           | 16     | 0      |        |
| 2023-2024       | Jong AZ Alkmaar | 1D              | 27         | 1          | -               | -               | -               | -                  | -                  | -                  | -           | -           | -           | 27     | 1      |        |
| 2024-2025       | Jong AZ Alkmaar | 1D              | 8          | 0          | -               | -               | -               | -                  | -                  | -                  | -           | -           | -           | 8      | 0      |        |
| 2023-2024       | AZ Alkmaar      | ED              | 3          | 0          | CO              | 0               | 0               | UECL               | 0                  | 0                  | -           | -           | -           | 3      | 0      |        |
| 2024-2025       | AZ Alkmaar      | ED              | 4          | 0          | CO              | 0               | 0               | UEL                | 2                  | 0                  | -           | -           | -           | 6      | 0      |        |
| Totale carriera | Totale carriera | Totale carriera | 59         | 1          |                 | 0               | 0               |                    | 2                  | 0                  |             | -           | -           | 61     | 1      |        |